# Astrid Proll

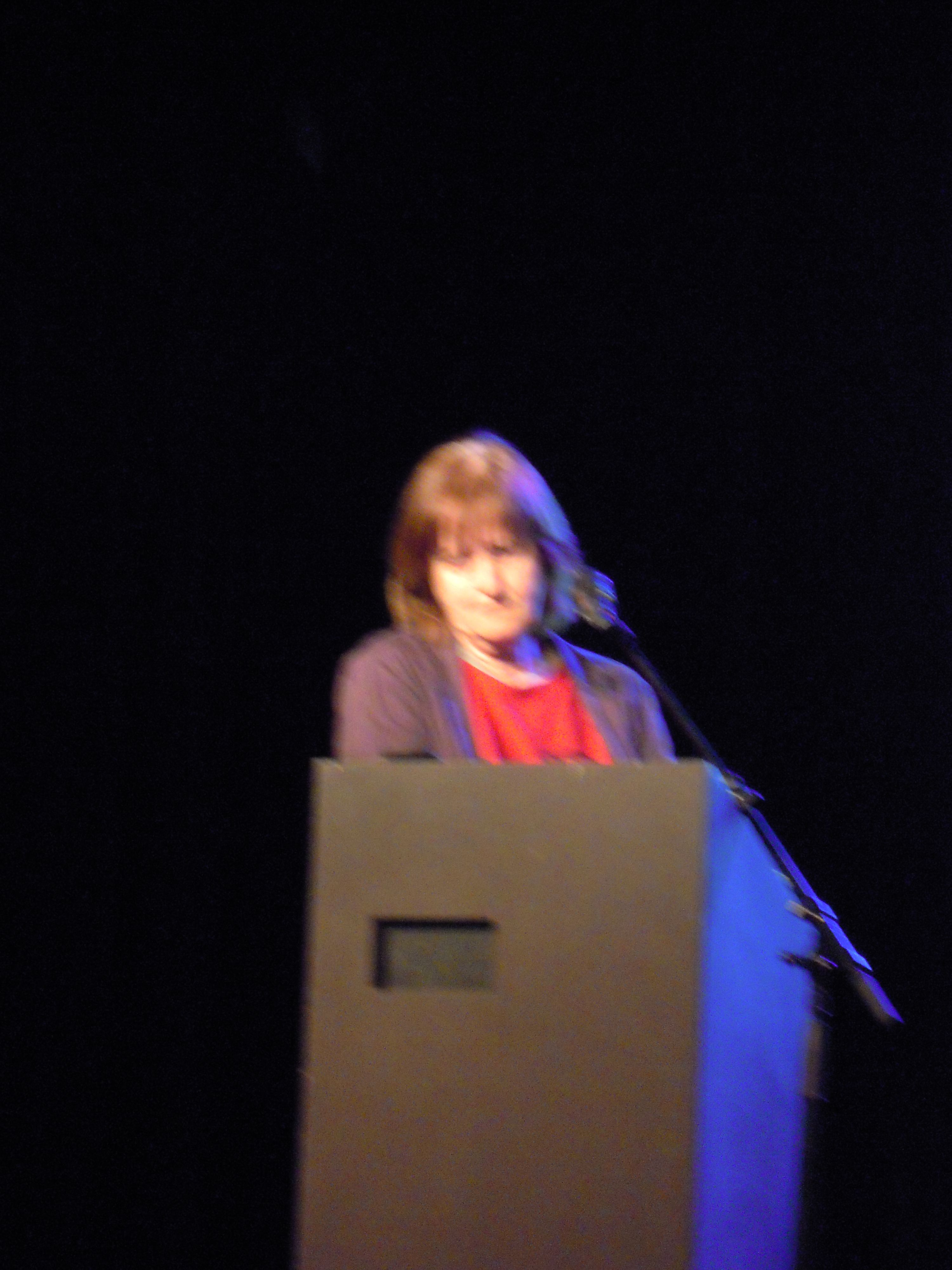
Astrid Proll (2011)

Astrid Proll (n. 29 mai 1947, Kassel, Germania) este o fostă teroristă vest-germană, care a fost membră a organizației de extremă stângă Rote Armee Fraktion.
După ce Andreas Baader, Gudrun Ensslin, Horst Söhnlein și fratele ei Thorwald Proll au fost condamnați în 1968 la închisoare pentru incendierea a două magazine universale din Frankfurt am Main, l-i s-a alăturat acestora (cu excepția lui Horst Söhnlein, care a ales să-și ispășească pedeapsa) când aceștia au fugit în Franța, la Paris, unde au fost cazați de Régis Debray. Din Franța, Astrid Proll a fugit în Marea Britanie, unde a fost arestată la 15 septembrie 1978 (trăia sub numele de Anna Puttick) la Londra. Condamnată la 5 ani și jumătate închisoare, a stat în închisoare 4 ani.
De la începutul anilor 1980 Astrid Proll lucrează ca fotografă, scriitoare și redactor.

## Scrieri
- Hans und Grete. Bilder der RAF 1967–1977. Aufbau-Verlag, Berlin 2004, ISBN 3-351-02597-1
- Goodbye to London. Radical Art and Politics in the 70's. Hatje Cantz Verlag 2010 (redactor)